# Marlon Devonish
Marlon Devonish (ur. 1 czerwca 1976 w Coventry) – angielski lekkoatleta, sprinter, trzykrotny olimpijczyk (2000, 2004, 2008).
Do jego największych sukcesów należy złoty medal Letnich Igrzysk Olimpijskich 2004 w sztafecie 4 × 100 metrów. Oprócz Devonisha w sztafecie wystąpili: Jason Gardener, Darren Campbell i Mark Lewis-Francis. Pokonali oni o 0,01 s faworyzowany zespół Stanów Zjednoczonych. Czas 38,07 był najlepszym wynikiem w sezonie.
W 2013 ogłosił zakończenie kariery.

## Sukcesy
- 1999
  - Mistrzostwa Świata w Lekkoatletyce 1999
    - sztafeta 4 × 100 m - srebro
- 2002
  - Mistrzostwa Europy w Lekkoatletyce 2002
    - bieg na 200 m - brąz
    - sztafeta 4 × 100 m - złoto (medal odebrany z powodu dopingu Dwaina Chambersa)

  - Puchar Europy w Lekkoatletyce 2002
    - bieg na 200 m - 1. miejsce

  - Igrzyska Wspólnoty Narodów 2002
    - sztafeta 4 × 100 m - złoto
    - bieg na 200 m - srebro

  - Puchar Świata w Lekkoatletyce 2002
    - bieg na 200 m - 3. miejsce
- 2003
  - Halowe Mistrzostwa Świata w Lekkoatletyce 2003
    - bieg na 200 m -złoto
    - sztafeta 4 × 100 m - złoto (medal odebrany z powodu dopingu Dwaina Chambersa)
- 2004
  - Letnie Igrzyska Olimpijskie 2004
    - sztafeta 4 × 100 m - złoto
- 2005
  - Mistrzostwa Świata w Lekkoatletyce 2005
    - sztafeta 4 × 100 m - brąz
- 2006
  - Mistrzostwa Europy w Lekkoatletyce 2006
    - bieg na 200 m - brąz
    - sztafeta 4 × 100 m - złoto
- 2007
  - Mistrzostwa Świata w Lekkoatletyce 2007
    - sztafeta 4 × 100 m - brąz

  - Puchar Europy w Lekkoatletyce 2007
    - bieg na 200 m - 1. miejsce
- 2010
  - Lekkoatletyka na Igrzyskach Wspólnoty Narodów 2010
    - sztafeta 4 × 100 m - złoto

## Rekordy życiowe
- bieg na 100 metrów – 10,06 s (2007)
- bieg na 150 metrów – 14,88 s (2009)
- bieg na 200 metrów – 20,19 s (2002)
- bieg na 400 metrów – 46,83 s (2000)
- bieg na 200 metrów (hala) – 20,51 s (2003)

Wynik uzyskany podczas mistrzostw świata w lekkoatletyce w konkurencji sztafety 4 × 100 metrów (Sewilla 29 sierpnia 1999) – 37,73 s – był do 2017 roku rekordem Europy, sztafeta brytyjska pobiegła w składzie: Jason Gardener, Darren Campbell, Marlon Devonish oraz Dwain Chambers.